# Геропротекторы
Геропротекторы (дословный перевод «защищающие от старости») — общее название для группы веществ, в отношении которых обнаружена способность увеличивать продолжительность жизни животных. Геропротекторы оказывают положительное влияние на качество жизни организмов, в том числе увеличивают продолжительность жизни,  повышают сопротивление стрессу, снижают скорость развития различных возрастных заболеваний и т.д.

## История
Издавна люди стремятся найти способы побороть старение, в том числе придумать вещества, замедляющие старение и им подобные. Возможно, первое запечатленное в истории упоминание философского камня, известного своей способностью продлевать жизнь, принадлежит Гермесу Трисмегисту (примерно III-II век до н.э.). Геродот (V век до н.э.) упоминает источник вечной молодости, содержащий особый вид воды, восстанавливающей молодость и дающей долгожительство каждому, кто её пьет.  Этот источник был предметом поиска в экспедиции Понсе де Леона в XVI веке. Венгерской графине Елизавете Батори (XVI век) приписывается вампиризм: согласно легендам, она убивала молодых девушек, чтобы с помощью их крови сохранить свою молодость. Французский медик Шарль Эдуард Броун-Секар (XVIII век) полагал, что инъекции экстрактов семенников животных могут излечить многие физические старческие недуги.
Термин «геропротектор» впервые ввела в обиход профессор Ана Аслан в 1954 году в Румынском институте гериатрии и геронтологии, а первым геропротектором, там же, в Румынии, был предложен препарат «геровитал», которым Аслан и её сотрудники пытались омолаживать людей. Геровитал состоял из смеси новокаина (прокаин) с витаминами.
На сегодняшний день среди основных перспективных веществ-геропротекторов можно выделить рапамицин, метформин, SkQ и некоторые другие. Существуют данные о том, что их применение способствует продлению жизни модельных организмов (caenorhabditis elegans, дрозофила фруктовая, домовая мышь, серая крыса и др.), а также во многих случаях уменьшает вероятность появления заболеваний, связанных со старением. Впоследствии они могут быть применены для улучшения жизни человека. Однако к настоящему моменту нет препаратов, которые достоверно способны замедлить старение человека.

## Классификация
Для небольшого в настоящее время разнообразия геропротекторов можно выделить следующие классификации.
По происхождению:
1. Природные (некоторые гормоны, витамины и др.)
2. Синтетические (соединения на основе природных геропротекторов, рапамицин, SkQ и др.)
По механизму действия:
1. Антиоксиданты
Существует множество работ, показывающих геропротекторные свойства некоторых антиоксидантов. Однако нет однозначной корреляции между антиоксидантными свойствами и продлением жизни.
Для природных антиоксидантов (витамины А, Е и С, карнозин, каротиноиды, янтарная кислота, берберин, гормоны дигидроэпиандростерон (ДГЭА) и др.) существуют данные о продлении жизни животных при повышенном содержании их в организме.
Среди синтетических антиоксидантов, можно выделить митохондриально-адресованные антиоксиданты (SkQ, mitoQ и др.). Для SkQ1 существует большое число данных о его геропротекторных свойствах. Также некоторые данные свидетельствуют о геропротекторном эффекте фуллеренов C60 в качестве антиоксидантов.
2. Регуляторы метаболизма
Геропротекторными свойства показаны для перечисленных ниже регуляторов метаболизма:
- Гормоны (гормон роста, гормоны щитовидной железы, гормоны коры надпочечников, половые гормоны, мелатонин, гормон FGF21[англ.]);
- Пептидные биорегуляторы (тималин, эпиталамин, DSIP);
- Бигуаниды (метформин, фенформин, буформин) и др.

3. Регуляторы сигнальных путей
Существуют вещества, способные активировать или ингибировать определенные сигнальные пути, связанные с процессами старения; некоторые из них имеют геропротекторные свойства.
Например, рапамицин — ингибитор mTOR-сигнального пути. К настоящему моменту, во многих работах показаны его геропротекторные свойства. Белки семейства сиртуинов являются регуляторами сигнальных путей, связанных со старением. В ряде случаев для их активаторов (например, ресвератрол) обнаруживаются геропротекторные свойства.
4. Сенолитики
Сенолитики избирательно инициируют гибель постаревших клеток, что в некоторых случаях может вести к увеличению продолжительности жизни.
5. CR-миметики
CR-миметики (англ., от англ. CR — Calorie Restriction — ограничение калорийности) создают изменения в метаболизме клетки, имитируя ограничение калорийности питания, которое, согласно многочисленным экспериментам, может быть хорошим способом замедления старения. Веществами-кандидатами этой группы с некоторыми геропротекторными свойствами являются ресвератрол, оксалоацетат, 2-дезокси-D-глюкоза (англ., сокращённо 2DG) и другие. 2]] блокирует некоторые ферменты, участвующие в метаболизме глюкозы; это вещество продевало жизнь у червей вида Caenorhabditis elegans, однако, не продлевал жизнь крыс в нетоксичных для организма концентрациях.
6. Пептидные препараты
Применение некоторых пептидных препаратов, представляющих собой наборы коротких пептидов, во многих случаях оказывает положительный эффект на снижение развития старческих заболеваний. Нейропептиды могут обладать нейропроекторным действием (например, кортексин способен стимулировать репаративные процессы в головном мозге после стрессовых воздействий с наибольшей эффективностью у лиц пожилого возраста); экстракт простаты может быть эффективен при возрастных нарушениях функции простаты и т. д.

## Применение
К настоящему моменту официально утверждённое лекарство не может быть направлено на борьбу со старением, потому что старение не считается заболеванием. Тем не менее, стратегии использования геропротекторов для продления жизни человека обсуждаются. Существуют уже используемые в медицине препараты с геропротекторными свойствами (рапамицин, метформин). Также существуют некоторые средства, направленные на борьбу со старением отдельных клеток, например, омолаживающая сыровотка MitoVitan®/ МитоВитан®  на основе ионов Скулачева (SkQ), которая используется для нарушения старения кожи. Несмотря на то, что на данный момент нет препаратов, которые достоверно способны замедлить старение человека, на рынке существуют препараты, которые пропагандируются как геропротекторы (например, Геровиталь H3), хотя нет никаких доказательств их действия на процессы старения.
В отличие от гериатрических средств, предназначенных для лечения заболеваний у пожилых или улучшении качества жизни, геропротекторы могут применяться в молодом и зрелом возрасте. 

### Рапамицин
Рапамицин — иммунодепрессант, его использование приводит к увеличению продолжительности жизни многих организмов. Рапамицин является ингибитором mTOR сигнального пути и обладает противораковой активностью. В 2006 впервые было показано, что рапамицин продлевает жизнь эукариот. Позже в различных исследованиях наблюдалось увеличение продолжительности жизни мышей. Было показано увеличение продолжительности жизни у мышей на 28-38% с начала применения препарата (препарат начинали давать мышам в возрасте 20 месяцев) и 9-14% общего увеличения максимальной продолжительности жизни.  У мышей рапамицин увеличивает продолжительность жизни благодаря своим антираковым свойствам, замедляя и ингибируя образование новых опухолей и разрастание старых. Таким образом, рапамицин мог бы рассматриваться как возможный антивозрастной препарат для людей уже в возрасте, но в высоких дозах он может подавлять иммунную систему человека, делая его более подверженным инфекциям. 

### Метформин
Метформин — препарат, используемый для лечения сахарного диабета II типа. Кроме того, исследуется его применение при других заболеваниях, а также в качестве геропротектора. Так, при получении мышами препарата в низких дозировках продолжительность жизни мышей увеличилась на 5% по сравнению с обычной, при этом начало возрастных заболеваний было отсрочено. В то же время более высокие дозы оказались токсичными, и продолжительность жизни получавших их мышей была невысока.
Другой эксперимент, проводившийся на аскаридах, показал важную роль активации AMPK (АМФ-активируемая протеинкиназа), которая играет роль в передаче сигналов инсулина, системного энергетического баланса и метаболизме глюкозы и жиров. Метформин вызывает увеличение количества токсичных молекул кислорода в клетке, но это имеет обратный эффект и увеличивает продолжительность жизни клеток в долгосрочной перспективе. Черви, получавшие метформин, старели гораздо медленнее и дольше оставались здоровыми. Нужны дальнейшие исследования, чтобы показать возможность экстраполяции полученных данных на человека.

### 17α-эстрадиол
Было показано, что 17-альфа-эстрадиол улучшает метаболическую функцию, повышает чувствительность к инсулину и уменьшает жир и воспаление у старых самцов мышей. В исследованиях на мышах он увеличил среднюю продолжительность жизни самцов мышей на 19% и максимальную продолжительность жизни на 7% при начале лечения в возрасте 16 месяцев но не оказывал положительного или отрицательного влияния на самок. Этот результат был успешно воспроизведён в последующем исследовании группой ITP (Intervention Testing Program)

### SkQ
SkQ — класс митохондриально-направленных антиоксидантов. SkQ может задерживать развитие некоторых признаков старения и увеличивать продолжительность жизни самых разных животных. В зависимости от вида, вещество может снижать раннюю смертность, увеличивать среднюю продолжительность жизни и продлевать максимальный возраст подопытных животных). Кроме того, возможно использование «SkQ при лечении старческих заболеваний. SkQ1 используется в качестве действующего вещества глазных капель Визомитин» от синдрома сухого глаза, наиболее часто проявляющегося в старости. Препараты на основе SkQ планируется применять также при других старческих заболеваниях, в том числе нейродегенеративных заболеваниях и др.

### Селегилин и BPAP
В исследованиях по изучению препаратов способствующих долголетию, было продемонстрировано, что собаки, мыши и крысы, получавшие малые дозы депренила (селегилина) или BPAP, жили значительно дольше, чем их сверстники, получавшие физиологический раствор.
Однако в опытах с крысами-долгожителями BPAP не смог улучшить когнитивные способности, а также не смог еще больше продлить продолжительность их жизни, что свидетельствует об «эффекте потолка» выше которого продление пока невозможно.

### Куркумин
Куркумин является биологически активным красителем входящим в состав корня куркумы, которая с глубокой древности используется для лечения различных заболеваний и в первую очередь для лечения воспалительных состояний. Экстракты куркумы содержат в основном куркумин (75–81%),  деметоксикуркумин (15–19%) и бисдеметоксикуркумин (2,2–6,5%). Наиболее активным в этом экстракте является бисдеметоксикуркумин, поскольку он более биодоступен чем  куркумин и более эффективно ингибирует процессы воспаления.
Обнадёживающие результаты проведённого клинического исследования с целью выяснить: "Поддерживают ли пищевые добавки куркумина здоровье и улучшают ли они физические и когнитивные функции у пожилых людей с повышенным риском инвалидности?" не были опубликованы из-за малочисленности его участников.

### Спермидин
Спермидин представляет собой алифатический полиамин, который образуется из путресцина. Он увеличивает продолжительность жизни дрожжей, червей, мух и мышей, что вероятно связано с его способностью стимулировать аутофагию. Уровень спермидина с возрастом у людей снижается. При этом люди, потреблявшие больше спермидина с пищей, имели более длительную продолжительность жизни. Хотя исследования по пищевому рациону не обязательно доказывают влияние соединения на продолжительность жизни человека, в совокупности эти результаты, тем не менее, позволяют предположить, что спермидин должен быть приоритетным для дальнейших исследований в области геропротекции человека, тем более что аналогичное влияние на продолжительность жизни обнаружено и у многих животных и растений.

### Некоторые другие геропротекторы
- TA-65 (Циклоастрагенол, англ.) — активатор теломеразы.
- Ниацин (никотиновая кислота) — активатор метаболизма.
- TAC (активатор TERT) — активатор теломеразы.
- Винпоцетин — активатор мозгового метаболизма.
- Бета-гидрокси-бета-метилбутират (HMB)[англ.] — активатор метаболизма.
- SR12343 — подавляет старческое воспаление.
- Изомиосмин — подавляет старческое воспаление.

## Поиск и базы данных геропротекторов
При тестировании веществ на наличие геропротекторных свойств и изучении механизмов их действия используются модельные организмы: Caenorhabditis elegans , Drosophila melanogaster, грызуны (мыши, крысы и др.) и т.д. В процессы старения вовлечены различные сигнальные пути. Геропротекторы могут быть направлены на изменение в работе (выключение или активацию) участников таких путей . Методы поиска и скрининга геропротекторов активно разрабатываются. Одним из путей является анализ сетей генов по данным об экспрессии у молодых и взрослых организмов  и клеток, поиск мишеней для возможных лекарств среди участников сигнальных путей, вовлеченных в процессы старения. Также идет речь о поиске препаратов, модулирующих изменения на эпигенетическом уровне, которые происходят в процессе старения.
Существует база данных геропротекторов Geroprotectors, структурирующая данные об исследованиях потенциальных геропротекторов, содержащая порядка 260 записей о различных веществах и их исследований в 13 модельных организмах (к ноябрю 2015) .

## Побочные эффекты
Геропротекторы могут применяться в молодом и зрелом возрасте. Однако вопрос о безопасности их длительного применения требует изучения. Так, из данных литературы можно судить о том, что многие геропротекторы помимо положительного влияния на организм, обладают и выраженными побочными эффектами. Такими, например, как усиление канцерогенеза в толстой кишке (α-токоферол (витамин Е)), увеличение частоты развития аденом островков поджелудочной железы (бета-каротин и ретинол), увеличение концентрации холестерина и усиление его отложение в аорте (селен), ускорение метаболизма в костях (гормон роста), индукция опухоли печени (дегидроэпиандростерон (ДГЭА)) и другими.